# Charles Lawson
Charles Lawson (Edimburgo, 1795 – Edimburgo, 21 de dezembro de 1873) foi um horticultor e botânico britânico.